# Polska na Halowych Mistrzostwach Europy w Lekkoatletyce 1992
Polska na Halowych Mistrzostwach Europy w Lekkoatletyce 1992 – reprezentacja Polski podczas zawodów w Genui zdobyła dwa medale.

## Wyniki reprezentantów Polski

### Mężczyźni
- bieg na 200 m
  - Robert Maćkowiak zajął 5. miejsce
  - Marek Zalewski odpadł w półfinale
- bieg na 60 m przez płotki
  - Tomasz Nagórka zajął 2. miejsce
  - Rafał Cieśla zajął 7. miejsce
  - Paweł Grzegorzewski odpadł w eliminacjach

### Kobiety
- bieg na 1500 m
  - Anna Brzezińska zajęła 6. miejsce
- chód na 3000 m
  - Beata Kaczmarska zajęła 11. miejsce
  - Katarzyna Radtke odpadła w eliminacjach (dyskwalifikacja)
- skok wzwyż
  - Beata Hołub zajęła 11. miejsce
  - Donata Jancewicz zajęła 15.-16. miejsce
  - Iwona Kielan zajęła 21.-22. miejsce
- trójskok
  - Urszula Włodarczyk zajęła 22. miejsce
- pięciobój
  - Urszula Włodarczyk zajęła 3. miejsce